# Drymophloeus samoensis
Drymophloeus samoensis là một loài thực vật có hoa thuộc họ Arecaceae.
Loài này chỉ có ở Samoa.